# Droga wojewódzka nr 316
Droga wojewódzka nr 316 (DW316) – droga wojewódzka klasy G o długości 15 km, łączącą Sławocin (DW315) z (DW305) w miejscowości Kaszczor. Droga położona jest na terenie  województwa lubuskiego (powiat wschowski) oraz na terenie województwa wielkopolskiego (powiat wolsztyński).

## Dopuszczalny nacisk na oś
Na całej długości drogi nr 316 dopuszczalny jest ruch pojazdów o nacisku pojedynczej osi do 8 ton.

## Historia numeracji
Na przestrzeni lat trasa posiadała różne oznaczenia:
| Numer | Kategoria        | Przebieg drogi      | Lata obowiązywania | Źródło | Uwagi              |
| ----- | ---------------- | ------------------- | ------------------ | --- | ------------------ |
| ?     | droga inna       | Sławocin – Kaszczor | ? – 1985           | - Mapa samochodowa Polski 1:1 000 000, Warszawa: Państwowe Przedsiębiorstwo Wydawnictw Kartograficznych, 1962.      | nieznana numeracja |
| 316   | droga krajowa    | Sławocin – Kaszczor | 1986 – 1998        | - Uchwała nr 192 Rady Ministrów z dnia 2 grudnia 1985 r. w sprawie zaliczenia dróg do kategorii dróg krajowych.     |                    |
| 316   | droga wojewódzka | Sławocin – Kaszczor | 1999 – nadal       | - Rozporządzenie Rady Ministrów z dnia 15 grudnia 1998 r. w sprawie ustalenia wykazu dróg krajowych i wojewódzkich. |                    |

## Miejscowości leżące przy trasie DW316

### województwo lubuskie
- Sławocin (DW315)
- Ciosaniec
- Bagno (województwo lubuskie)
- Łupice

### województwo wielkopolskie
- Kaszczor (DW305)